# ساسكس
تقع مقاطعة ساسكس (بالإنجليزية: Sussex)‏ في الجنوب الشرقي لإنجلترا في بريطانيا. وهي مقسمة إلى جزئين اليوم الأول شرق ساسكس والثاني غرب ساسكس. تاريخيا كانت تعرف بمملكة ساسكس.

## أعلام
- إدوارد دانيال كلارك
- غودوين إيرل وسكس
- ستيفن ميليغان
- سبايك ميليغان
- ألفريد تنيسون
- صوفي كوكسون
- هارولد ماكميلان
- باول سكوفيلد
- إيفانز بريتشارد
- هاري جريجسون ويليامز